# Lijst van olympische records gewichtheffen
Deze pagina bevat de lijst van de olympische records in het gewichtheffen.
Records worden bijgehouden in elke gewichtscategorie voor het trekken, voor het stoten en voor het totaal dat een atleet op beide onderdelen tijdens een wedstrijd scoort.
Het Internationaal Olympisch Comité (IOC) houdt alleen de records bij in de huidige klassen. De olympische gewichtsklassen zijn in 2000 aangepast. Als gevolg daarvan heeft de Internationale Gewichtheffederatie een "olympische standaard" voor elk onderdeel vastgesteld en pas als iemand deze standaard haalt, wordt dit als een record vastgesteld. Hierdoor komt het voor dat in sommige onderdelen nog geen olympische records zijn gevestigd.

## Mannen
| Onderdeel | Onderdeel | Gewicht | Gewichtheffer | Gewichtheffer     | Spelen                |
| --------- | --------- | ------- | ------------- | ----------------- | --------------------- |
| 56 kg     | Trekken   | 137 kg  | Turkije       | Halil Mutlu       | 2000 - Sydney         |
| 56 kg     | Stoten    | 170 kg  | China         | Long Qingquan     | 2016 - Rio de Janeiro |
| 56 kg     | Totaal    | 307 kg  | China         | Long Qingquan     | 2016 - Rio de Janeiro |
| 62 kg     | Trekken   | 153 kg  | Noord-Korea   | Kim Un-guk        | 2012 - Londen         |
| 62 kg     | Stoten    | 177 kg  | Colombia      | Óscar Figueroa    | 2012 - Londen         |
| 62 kg     | Totaal    | 327 kg  | Noord-Korea   | Kim Un-guk        | 2012 - Londen         |
| 69 kg     | Trekken   | 165 kg  | Bulgarije     | Georgi Markov     | 2000 - Sydney         |
| 69 kg     | Stoten    | 195 kg  | Bulgarije     | Galabin Boevski   | 2000 - Sydney         |
| 69 kg     | Totaal    | 357 kg  | Bulgarije     | Galabin Boevski   | 2000 - Sydney         |
| 77 kg     | Trekken   | 177 kg  | China         | Lü Xiaojun        | 2016 - Rio de Janeiro |
| 77 kg     | Stoten    | 214 kg  | Kazachstan    | Nijat Rahimov     | 2016 - Rio de Janeiro |
| 77 kg     | Totaal    | 379 kg  | China         | Lü Xiaojun        | 2012 - Londen         |
| 85 kg     | Trekken   | 185 kg  | Wit-Rusland   | Andrei Ribakou    | 2008 - Peking         |
| 85 kg     | Stoten    | 217 kg  | Iran          | Kianoush Rostami  | 2016 - Rio de Janeiro |
| 85 kg     | Totaal    | 396 kg  | Iran          | Kianoush Rostami  | 2016 - Rio de Janeiro |
| 94 kg     | Trekken   | 187 kg  | Iran          | Kourosh Bagheri   | 2000 - Sydney         |
| 94 kg     | Stoten    | 233 kg  | Kazachstan    | Ilya Ilyin        | 2016 - Rio de Janeiro |
| 94 kg     | Totaal    | 418 kg  | Kazachstan    | Ilya Ilyin        | 2016 - Rio de Janeiro |
| 105 kg    | Trekken   | 200 kg  | Wit-Rusland   | Andrei Aramnau    | 2008 - Peking         |
| 105 kg    | Stoten    | 236 kg  | Wit-Rusland   | Andrei Aramnau    | 2008 - Peking         |
| 105 kg    | Totaal    | 436 kg  | Wit-Rusland   | Andrei Aramnau    | 2008 - Peking         |
| +105 kg   | Trekken   | 212 kg  | Iran          | Hossein Rezazadeh | 2000 - Sydney         |
| +105 kg   | Stoten    | 263 kg  | Iran          | Hossein Rezazadeh | 2004 - Athene         |
| +105 kg   | Totaal    | 472 kg  | Iran          | Hossein Rezazadeh | 2000 - Sydney         |

## Vrouwen
| Onderdeel | Onderdeel | Gewicht | Gewichtheffer | Gewichtheffer       | Spelen                |
| --------- | --------- | ------- | ------------- | ------------------- | --------------------- |
| 48 kg     | Trekken   | 097 kg  | Turkije       | Nurcan Taylan       | 2004 - Athene         |
| 48 kg     | Stoten    | 117 kg  | China         | Chen Xiexia         | 2008 - Peking         |
| 48 kg     | Totaal    | 212 kg  | China         | Chen Xiexia         | 2008 - Peking         |
| 53 kg     | Trekken   | 101 kg  | China         | Li Yajun            | 2016 - Rio de Janeiro |
| 53 kg     | Stoten    | 131 kg  | Kazachstan    | Zulfiya Chinshanlo  | 2012 - Londen         |
| 53 kg     | Totaal    | 226 kg  | Kazachstan    | Zulfiya Chinshanlo  | 2012 - Londen         |
| 58 kg     | Trekken   | 110 kg  | Thailand      | Sukanya Srisurat    | 2016 - Rio de Janeiro |
| 58 kg     | Stoten    | 138 kg  | China         | Chen Yanqing        | 2008 - Peking         |
| 58 kg     | Totaal    | 246 kg  | China         | Li Xueying          | 2012 - Londen         |
| 63 kg     | Trekken   | 115 kg  | Wit-Rusland   | Hanna Batsiushka    | 2004 - Athene         |
| 63 kg     | Stoten    | 147 kg  | China         | Deng Wei            | 2016 - Rio de Janeiro |
| 63 kg     | Totaal    | 262 kg  | China         | Deng Wei            | 2016 - Rio de Janeiro |
| 69 kg     | Trekken   | 128 kg  | China         | Liu Chunhong        | 2008 - Peking         |
| 69 kg     | Stoten    | 158 kg  | China         | Liu Chunhong        | 2008 - Peking         |
| 69 kg     | Totaal    | 286 kg  | China         | Liu Chunhong        | 2008 - Peking         |
| 75 kg     | Trekken   | 131 kg  | Rusland       | Natalia Zabolotnaya | 2012 - Londen         |
| 75 kg     | Stoten    | 161 kg  | Kazachstan    | Svetlana Podobedova | 2012 - Londen         |
| 75 kg     | Totaal    | 291 kg  | Rusland       | Natalia Zabolotnaya | 2012 - Londen         |
| +75 kg    | Trekken   | 151 kg  | Rusland       | Tatiana Kashirina   | 2008 - Peking         |
| +75 kg    | Stoten    | 187 kg  | China         | Zhou Lulu           | 2008 - Peking         |
| +75 kg    | Totaal    | 333 kg  | China         | Zhou Lulu           | 2008 - Peking         |